# Power Rangers: Battle for the Grid
Power Rangers: Battle for the Grid è un picchiaduro creato e sviluppato dalla nWay con personaggi dal franchise Power Rangers, pubblicato il 26 marzo 2019 per la Xbox One e Nintendo Switch, e il 2 aprile dello stesso anno per la PlayStation 4. Ne segue la versione PC, resa disponibile il 24 settembre 2019.

## Modalità di gioco
In questo picchiaduro, i personaggi si combattono tra di loro in squadre da tre elementi tra loro intercambiabili durante l'incontro, con un personaggio attivo alla volta. L'incontro termina quando tutti i combattimenti di una squadra finiscono fuori combattimento. Durante l'incontro è anche possibile eseguire degli attacchi Ultra o chiamare l'aiuto dei Megazord.
La versione di lancio comprende le modalità Tutorial, Allenamento, Online Casuale, Online Classificato, Versus e Arcade, e la modalità Storia, scritta dai creatori dei fumetti dei Power Rangers, Boom!Studios, e basata liberamente sul fumetto Shattered Grid (inedito in Italia e attualmente interrotto), è uscita il mese di aprile 2019. Inoltre, l'aggiornamento di luglio 2019 ha aggiunto tre nuovi personaggi tramite il primo Season Pass, e vari nuovi contenuti, tra cui la possibilità di battaglie tra giocatori Nintendo Switch e giocatori Xbox One tramite la meccanica cross-platform.

## Personaggi
Al momento, il gioco possiede un totale di 12 personaggi giocabili (con 13 abbigliamenti aggiuntivi), più altri tre disponibili come contenuti scaricabili gratuitamente dopo l'uscita del gioco e altri 14 a pagamento con i 4 season pass a pagamento season pass.
- Jason Lee Scott - MMPR Red Ranger/MMPR Red Dragon Shield
- Dragon Armor Trini KwanΩ
- Tommy Oliver - MMPR Green Ranger/Green V2/White Ranger
- Goldar
- Magna Defender
- Kat Manx - S.P.D. Kat Ranger
- Udonna - Mystic Force White RangerΩ
- Gia Moran - Super Megaforce Yellow Ranger
- Ranger Slayer/MMPR Pink
- Mastodon Sentry
- Lord Drakkon/Drakkon EVO II
- Billy Cranston - Cenozoic Blue RangerΩ
- Jen Scotts - Time Force Pink Ranger†
- Trey di Triforia - Gold Zeo Ranger†
- Lord Zedd†
- Doggie Cruger - S.P.D. Shadow Ranger†
- Eric Myers - Time Force Quantum Ranger†
- Dai Shi/Phantom Beast King Dai Shi†
- Robert James - Jungle Fury Wolf Ranger†
- Lauren Shiba - Samurai Red Ranger†
- Scorpina†
- Rita Repulsa†
- Cenozoic Blue Ranger IΩ
- Ryu - Crimson Hawk Ranger†
- Chun-Li - Blue Phoenix Ranger†

ΩPersonaggio scaricabile gratuitamente (FreeLC)
†Personaggio scaricabile a pagamento (DLC)

## Accoglienza
| Testata                                | Versione | Giudizio |
| -------------------------------------- | -------- | -------- |
| Metacritic (media al 31 dicembre 2020) | NS       | 60/100   |
| Metacritic (media al 31 dicembre 2020) | PS4      | 58/100   |
| Metacritic (media al 31 dicembre 2020) | XONE     | 48/100   |
| IGN                                    | Tutte    | 6.8/10   |
| Nintendo Life                          | NS       | 6/10     |

Power Rangers Battle for the Grid ha ricevuto un'accoglienza mista, in quanto i recensori ne hanno lodato il gameplay ma criticato la presentazione e la carenza di contenuti al lancio. IGN lo ha votato 6.8, lodandone il sistema di combattimento e le meccaniche tag ma criticandone grafica, carenza di modalità e personaggi. Anche Mike Fahey della Kotaku ne ha criticato il roster iniziale, ma ne ha lodato l'accessibilità alle meccaniche picchiaduro per i giocatori ai vari livelli di abilità. Screen Rant ne ha lodato l'uso del sistema tag già usato da Marvel vs. Capcom, oltre che all'aggiunta di nuove caratteristiche come la mossa assist-takeover; anch'essa, però, ne ha criticato la carenza di personaggi, la storia inesistente (tuttavia ancora in fase di produzione) e il fatto che, per un gioco che celebrava il 25º anniversario dei Power Rangers, conteneva soltanto personaggi da quattro serie.